# Eli Janney
Eli Janney, eigentlich Eli Hamilton Janney, (* 12. November 1831 im Loudoun County, Virginia; † 16. Juni 1912 in Alexandria, Virginia) war ein US-amerikanischer Erfinder.

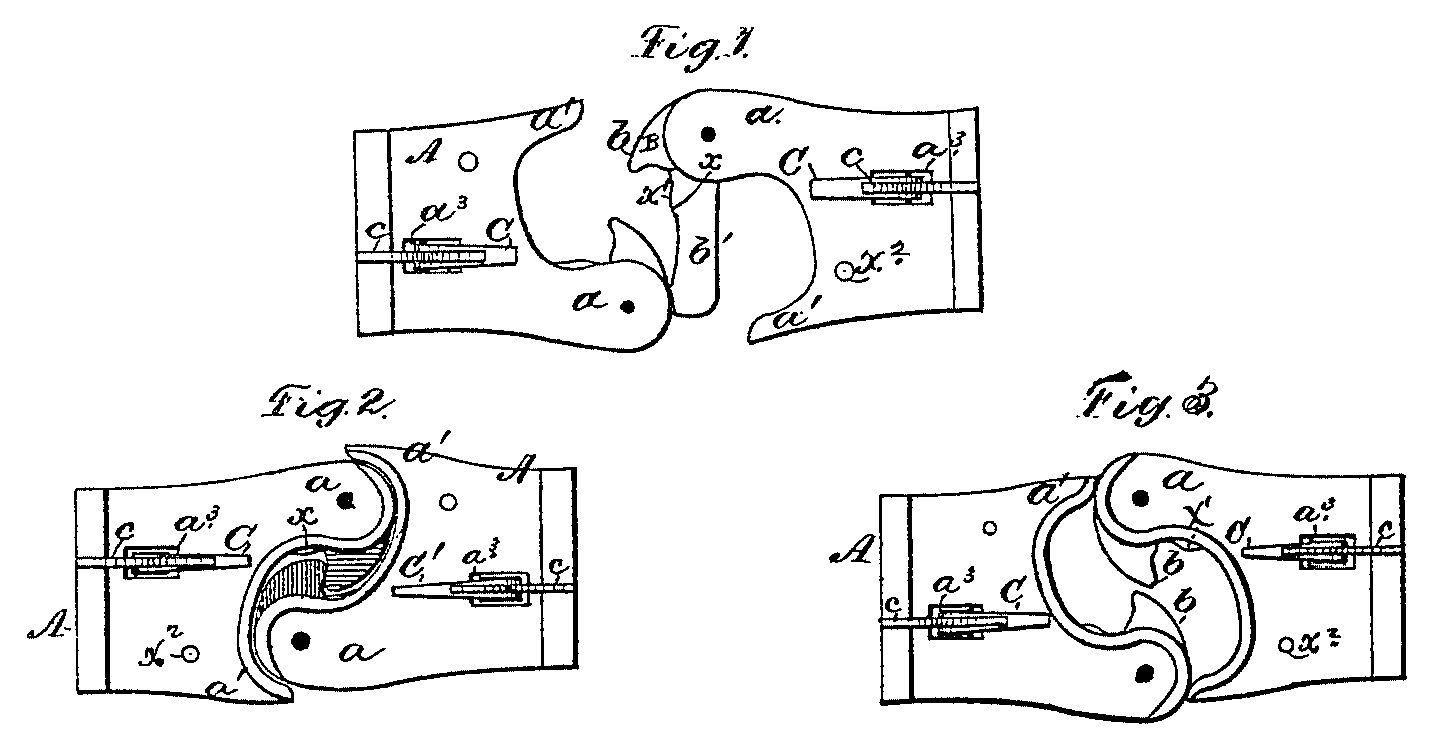
Abbildung aus der Patentschrift

1868 konstruierte der Frachtkontor-Sekretär eine automatische Kupplung für Schienenfahrzeuge und ließ sie am 29. April 1873 patentieren. Die nach ihm benannte Janney-Kupplung wurde in den USA zur Pflichtausrüstung, wurde aber auch in Kanada und Mexiko sowie in Australien, Südafrika und der Volksrepublik China eingesetzt.